# Sabot (wojsko)

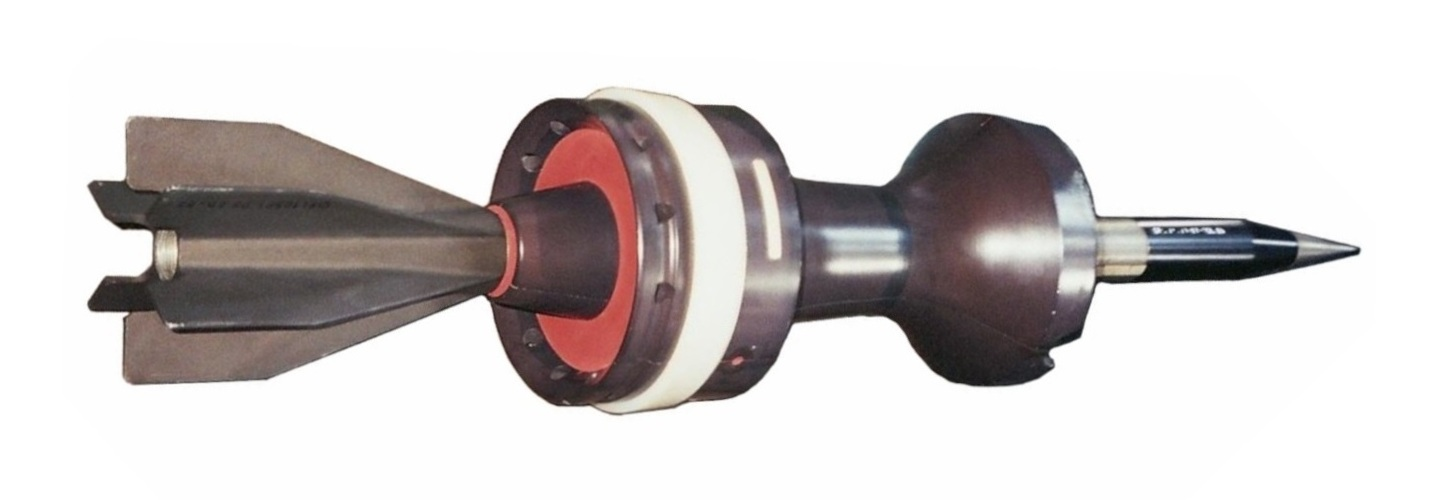
Podkalibrowy pocisk przeciwpancerny z sabotem

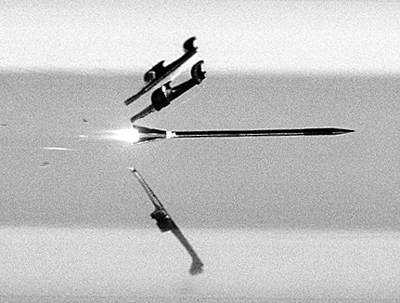
Sabot odrzucany po wystrzeleniu pocisku

Sabot — w technice wojskowej mianem tym określa się część pocisku podkalibrowego, której zadaniem jest dopasować średnicę pocisku do kalibru lufy, z której jest on wystrzeliwany oraz przenieść energię gazów na penetrator.
Sabot odpada od penetratora po wyjściu z lufy, nie musi mieć więc aerodynamicznego kształtu. Niemniej rozpędzenie sabotu do prędkości wylotowej pochłania około 90% energii. Początkowo saboty wykonywano ze stopów metali lekkich, od lat 90 XX wieku coraz częściej używa się materiałów kompozytowych.
Przy projektowaniu sabotów należy zapewnić ich sprawne oddzielenie, bez zakłócenia lotu penetratora, przeniesienie sił podczas wystrzału bez deformacji oraz jak najmniejsze uszkodzenia przewodu lufy.